# 重定南奈子
重定 南奈子（しげさだ ななこ）は、日本の数理生物学者。奈良女子大学名誉教授。

## 経歴
1964年京都大学理学部物理学科卒業、1969年同大学理学研究科博士課程修了(物理学専攻)、理学博士（京都大学）。1970年同大学理学部助手(生物物理学教室)、1992年奈良女子大学理学部教授(情報科学科)、2005年同大学定年退職、名誉教授。2005年同志社大学文化情報学部教授、2010年同大学文化情報学部特別客員教授。
この間、1979年米国ニューヨーク州立大学客員研究員、1980年米国スタンフォード大学客員研究員、2007年 - 2008年日本数理生物学会会長 
2007年米国芸術科学アカデミー外国人名誉会員 、2007年Ecological Research 論文賞、2008年日本応用数理学会論文賞（JJIAM部門）、2010年日本生態学会賞をそれぞれ受賞した。

## 著書
著作の一部は国立国会図書館デジタルコレクションにて公開されている。
単著
- 侵入と伝播の数理生態学．東京大学出版会、1992. ISBN 4-13-063142-X 国立国会図書館書誌ID:000002217482 doi:10.11501/13663676

共著
- 岩波講座応用数学．生命・生物科学の数理、甘利俊一、石井一成、弓場美裕、太皷地 武、岩波書店、1993.7.
- Biological invasions : theory and practice．Oxford series in ecology and evolution、Kawasaki K. Oxford University Press、1997.

共著（分担執筆）
- Dispersal Ecology．Editors: James M. Bullock, Robert E. Kenward, Rosemary S. Hails、 Blackwell Science 、2002.
- Morphogenesis and Pattern Formation in Biological Systems．Sekimura T., Noji S., Ueno N., Maini P.K. (eds)  Springer, Tokyo 2003.
- 生物の形の多様性と進化 －遺伝子から生態系まで－．関村利朗・野地澄晴・森田利仁 共編、 裳華房、2003.6.
- 文化情報学入門．村上征勝 編 勉誠出版 2006.3.ISBN 4-585-00291-X
- 「空間」の数理生物学．日本数理生物学会 編・瀬野裕美 責任編集、共立出版、2009. ISBN 978-4-320-05684-8

共編著
- 攪乱と遷移の自然史 : 「空き地」の植物生態学．露崎史朗 共編、北海道大学出版会、2008.6. ISBN 978-4-8329-8185-0

共編
- 数理生態学．寺本英 著、川崎廣吉・中島久男・東正彦・山村則男 共編、朝倉書店、1997. ISBN 4-254-17100-5 国立国会図書館書誌ID:000002571691 doi:10.11501/14224705

## 翻訳
- 生物学におけるダイナミカルシステムの理論、ロバート・ローゼン 著 ; 山口昌哉, 中島久男 共訳、産業図書、1974.
- 社会学の数学モデル、Haag, Günter Weidlich, Wolfgang 著 ; 寺本 英、中島 久男 共訳、東海大学出版会、1986.4.
- 新「人口論」 : 生態学的アプローチ、ジョエル・E.コーエン 著 ;  瀬野裕美, 高須夫悟 共訳、農山漁村文化協会  1998.3.
- 持続不可能性 : 環境保全のための複雑系理論入門、サイモン・レヴィン 著 ; 高須夫悟 共訳、文一総合、2003.10.

## 論文
- https://www.researchgate.net/profile/Nanako_Shigesada/publications
- 国立情報学研究所